# White Light, White Heat, White Trash
White Light, White Heat, White Trash (deutsch etwa: „Weißes Licht, Weiße Hitze, Weißer Abfall“; wobei sich „White Light, White Heat“ auf das gleichnamige Album  White Light/White Heat von The Velvet Underground bezieht. White Trash ist ein in den USA üblicher Begriff für die weißhäutige Unterschicht.) ist ein 1996 erschienenes Studioalbum der kalifornischen Band Social Distortion. Während die drei vorangegangenen Studioalben von Social Distortion Einflüsse aus Blues, Country-Musik und Rock ’n’ Roll erkennen lassen, markiert White Light, White Heat, White Trash die (zwischenzeitliche) Rückkehr zu einem deutlich Punkrock-lastigeren Klangbild.

## Titelliste
1. Dear Lover – 4:43
2. Don’t Drag Me Down – 3:51
3. Untitled – 4:45
4. I Was Wrong – 3:58
5. Through These Eyes – 3:15
6. Down on the World Again – 3:22
7. When the Angels Sing – 4:15
8. Gotta Know the Rules – 3:28
9. Crown of Thorns – 4:15
10. Pleasure Seeker – 3:33
11. Down Here (With the Rest of Us) – 4:19
12. Under My Thumb – 2:49

Alle Songs wurden von Mike Ness geschrieben, mit Ausnahme des Rolling-Stones-Cover Under My Thumb (Jagger/Richards), das als Hidden Track am Ende des Albums enthalten ist.
Als Single wurden „I Was Wrong“ und „When the Angels Sing“ ausgekoppelt.

## Rezeption
Allmusic bewertet das Album nur durchschnittlich mit zweieinhalb von fünf Punkten. Insbesondere die Produktion wird als zu glatt erachtet und das Fehlen von Hooklines bemängelt.
Das deutsche Musikmagazin Visions nahm das Album hingegen in seine Listen der „besten Alben der 90er“ (Platz 32) sowie der „150 Alben für die Ewigkeit“ (Platz 44) auf. Auch in der Liste der „500 CDs You Must Own Before You Die“ des US-amerikanischen Magazins Blender sowie der „500 beste Alben aller Zeiten (Rolling Stone)“ taucht es auf. Das Magazin Rock Hard setzte das Album auf Platz 123 seiner 500 Titel umfassenden Bestenliste. Frank Albrecht schrieb, auf der Platte seien „die besten Songs, die Social Distortion je geschrieben haben.“; das Album vereine alles, was die Band ausmache.

## Trivia
I Was Wrong ist als spielbarer Song im Videospiel Rock Band 2 enthalten.

## Beteiligte Personen
- Mike Ness – Gesang, Gitarre
- Dennis Danell – Gitarre
- John Maurer – Bassgitarre
- Deen Castronovo – Schlagzeug (Studiomusiker; nicht in den Credits aufgeführt)
- Chuck Biscuits – Schlagzeug (als Bandmitglied aufgeführt; obwohl nicht auf dem Album zu hören)
- Michael Beinhorn – Produzent
- Kalynn Campbell – Illustrationen
- Jolie Clemens – Art Direction
- Giulio Costanzo – Art Direction
- George Marino – Mastering
- John Travis – engineer, mixing